# 崔彦曾
崔彦曾（？—869年5月19日），原名宣孝。清河郡东武城县（今河北省衡水市故城县）人。晚唐將領，後死于庞勋之乱。

## 生平

### 家世
崔从之侄。父崔能，官岭南节度使。

### 仕途

#### 早期仕途
為人有才幹、器量。唐武宗年间曾持印管领邠、宁、延三州，赐绯衣银鱼，招抚党项族，未果。曾被贬为由朝议郎、行郑州管城县令、上柱国、赐绯鱼袋，后被朝廷以无罪遭贬而平反，任为山南西道副使。大中後期历任三州刺史。咸通初年，累迁太仆卿。在杭州刺史任上重修广润龙王庙，咸通二年（861年）在钱塘县南五里开沙河塘。咸通七年（866年），朝廷“以徐军骄，命彦曾治之”，以为检校左散骑常侍、徐州刺史、御史大夫，充武宁军节度使。

#### 庞勋之乱
崔彦曾精通法律，性情严格急迫，为政刚猛，擅长安抚百姓，却不擅长治理军政。他以亲吏尹戡、徐行俭居要职，两人贪污，不體恤军人，導致士兵怀恨。先前咸通六年（865年）南诏入寇五管，攻陷交趾，时任节度使孟球奉诏募兵援助，分八百人戍守桂州（广西桂林）。按三年为期的规矩，咸通九年（868年）应该派人代替他们让他们回徐州。戍卒思歸心切，屢求代還，都押牙尹戡、教练使杜璋、兵马使徐行俭等以“军帑匮乏，难以发兵”為由，让他们再留守一年，彦曾同意。戌卒得到家人书信，聞之大怒。七月，牙官许佶等发动桂州兵变，杀都将王仲甫，“北归徐州”，推粮料判官龐勳为都将，夺取兵器，史稱龐勳之亂。
崔彦曾奉诏抚慰，使者道路相望，庞勋也上表申辩，用词很谦恭。但庞勋和许佶到徐州后，却向士兵們诈称到了徐州就会被灭族，鼓动他们作乱，众人都响应。庞勋手下牙健赵武等十二人想逃跑，庞勋斩了他们的首级送给崔彦曾，说是他们作乱。十月，庞勋使者到徐州，崔彦曾逮捕审讯他，得知了实情，囚禁了他，却不能诘问。庞勋怨恨尹戡、杜璋、徐行俭，又派人对崔彦曾称士兵负罪，不敢解甲，请求分为二屯营驻扎，又要崔彦曾罢免尹戡等。当时叛军距离徐州只有四个驿站，全城忷惧。崔彦曾召诸将谋划，诸将都哭着请求乘其远来疲弊，发兵击之，以逸待劳。崔彦曾犹豫未决。团练判官温廷皓对崔彦曾说庞勋擅自起兵、擅杀大将、私取兵器、收容逃亡的银刀军、威胁分两营及罢免三将，共犯了五条可杀之罪。崔彦曾认同，于是令押牙田厚简慰喻，又在黄堂前行出兵祭旗礼，又从城中四千三百军队中选兵三千令都虞候元密率领，伏兵任山馆，历数庞勋的罪行，并宣告不会连坐，命宿州军出兵苻离，泗州军出兵虹县以截击叛军，且奏其反状，又告诫元密不要令敕使受伤。庞勋遣官吏送状诉说军士思归之势不能遏，诈称想回徐州府门前解甲回家。崔彦曾怒，诛杀了庞勋派来的官吏。宿州百姓刘洪披黄袍骑白马，派人拿檄文到崔彦曾府上说：“我当在徐州称王。”崔彦曾斩刘洪，刘洪余党藏匿山谷。
庞勋抓获崔彦曾的探子，知道了崔彦曾的谋划。這時判官焦璐代理宿州刺史，開挖汴水以阻止龐勳军北进。由於水流尚淺，龐勳军得以涉水而進，一路攻陷宿州，焦璐逃奔徐州。庞勋又败元密伏兵，后全歼元密军，元密军幸存者都投降，没有逃回徐州的。亡命徒纷纷投靠庞勋，庞勋从降卒处得知徐州没有防备，便打算攻取徐州。叛军攻城，崔彦曾才知道元密兵败，移牒邻道求救，闭塞城门，驱使成年男子守城。有人劝他率众奔兖州，他怒说自己身为一方节帅，奉命守城，有死而已，并当众杀了一个劝他逃的人。崔彦曾诛杀叛军家属。庞勋聚众六七千攻城，又抚慰城外百姓，人们争相归附，于是庞勋趁大雾四面斩关攻陷徐州罗城。崔彦曾退守子城，百姓助叛军攻城，推草车塞门焚烧，破城，崔彦曾被俘囚禁于大彭馆，尹戡、杜璋、徐行俭被叛军处决及灭族。庞勋伪造崔彦曾请求诛杀叛军及其家属的表文和朝廷同意的诏书，在徐州传播，徐州百姓信以为真，以为庞勋拯救了他们。十一月，朝廷派敕使谴责崔彦曾及监军张道谨，贬其官，庞勋失望。
后来唐将康承训反攻，庞勋失利害怕。叛将周重建议庞勋杀崔彦曾以绝人望。术士曹君长对庞勋说，崔彦曾还在，朝廷才不任命庞勋为留后，徐州山川不容两帅，崔彦曾在，庞勋就不能成事。咸通十年四月，崔彦曾遂在寝室被叛将赵可立所杀，判官焦璐、李棁、崔蕴、温廷皓、韦廷义、监军张道谨、宣慰使仇大夫等及亲属、宾客、仆妾皆被杀。庞勋对下属们说：“皇帝不许我为节度使，我和你们真的要反了。”
崔彦曾知道部下官吏路审中有能力，很信任他。路审中贿赂庞勋守军，收敛崔彦曾的尸体。咸通十年（869年）八月，官军反攻徐州，路审中率死士响应，开南白门放官军入城，于是收复。
朝廷追赠為崔彦曾刑部尚书。乾符年间，录其子崔祐之为荥阳尉。

##### 逸事
起初崔彦曾在郑州造宅院，引水做了一個水池，水流了十步，忽然變成紅色，如血一般。崔彦曾又打齋布施佛教法師，将蜂蜜做成人形糕點，却被一只老鼠咬断了头。徐州有子亭，亭下积水，崔彦曾导清河灌之，镌刻石製的龙头引流，還建了屋頂覆盖龙头。徐州人称「屋覆龙」，就是“庞”字，而清河郡是崔氏的郡望，正是庞勋吞噬崔彦曾的预兆。

## 评价
- 《旧唐书》史臣曰：而彦曾属徐乱之秋，胤接李亡之数，计则缪矣，天可逃乎？[1]